# 岐阜駅

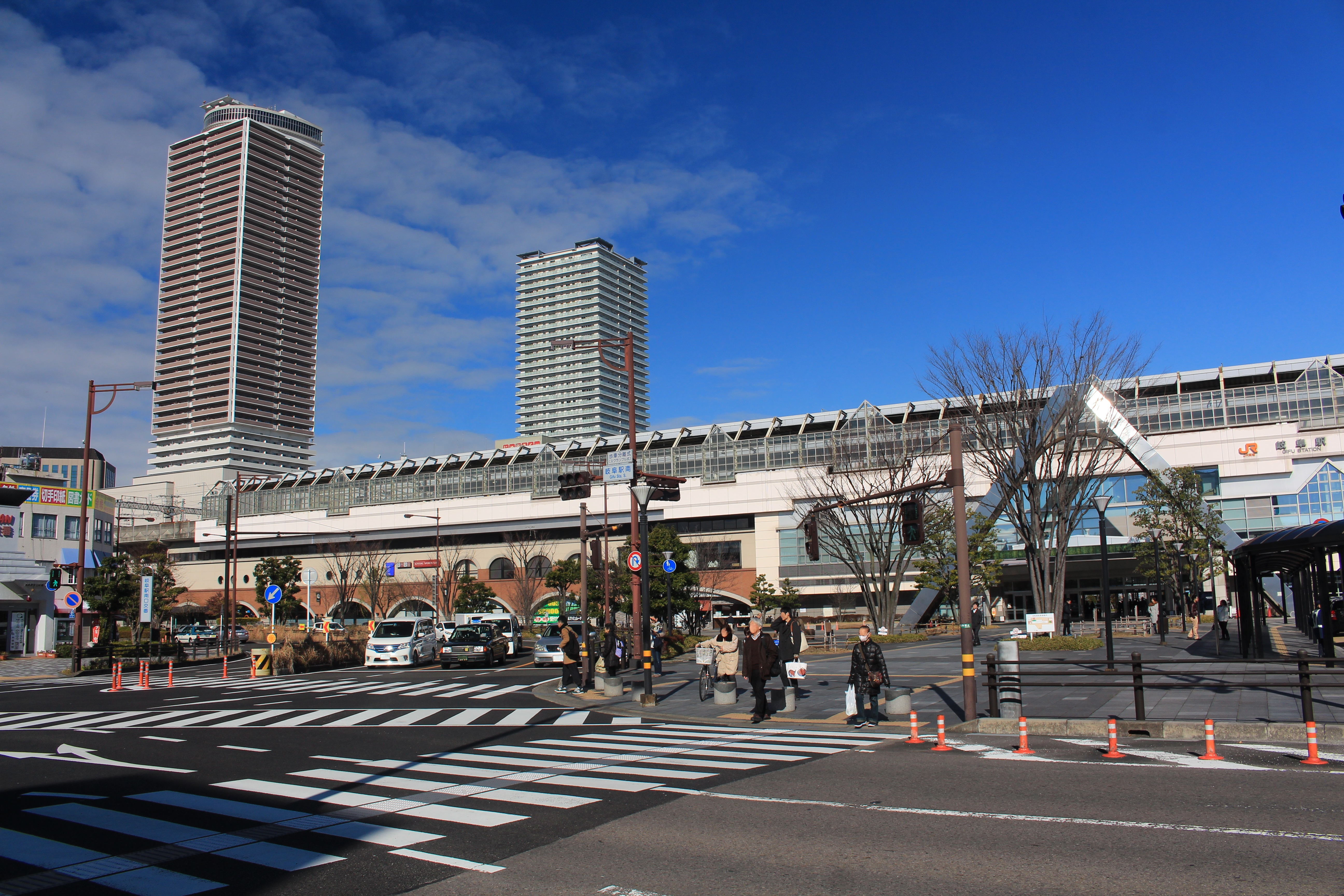
南口（2015年12月）

岐阜駅（ぎふえき）は、岐阜県岐阜市橋本町一丁目、標高11mにある、東海旅客鉄道（JR東海）の駅である。当駅の所属線である東海道本線と、当駅を起点とする高山本線が乗り入れ、分岐駅となっている。駅番号は東海道本線がCA74、高山本線がCG00。事務管コードは▲520107。
岐阜県の県庁所在地である岐阜市の中心駅である。運輸省（当時）中部運輸局が認定する「中部の駅百選」第二回選定駅。東海道本線の運行形態の詳細は「東海道線 (名古屋地区)」を参照。

## 歴史
- 1887年（明治20年）
  - 1月21日：官設鉄道（のちの国鉄・JR）大垣駅 - 当駅間延伸に伴い、加納駅（かのうえき）[注釈 1]として開業[5]。一般駅[2]。当時は現駅の北東側、名鉄各務原線旧安良田駅付近にあった。
  - 4月25日：木曽川橋梁の完成により木曽川駅・武豊駅間の既存線と直結し途中駅となった[5]。
- 1888年（明治21年）12月15日：岐阜駅に改称[6]。
- 1889年（明治22年）6月：西に移転（現・名鉄岐阜駅付近）[5]。
- 1895年（明治28年）4月1日：線路名称制定。東海道線（1909年に東海道本線へ改称）の所属となる[5]。
- 1913年（大正2年）7月22日：現在地に移転[5]。旧愛知駅（1909年廃止）の駅舎を移築し[5]、1945年に空襲で焼失するまで使用。
- 1920年（大正9年）11月1日：高山線（1934年に高山本線へ改称）が各務ケ原駅まで開通[7]。
- 1948年（昭和24年）12月11日：駅舎再建[5]。
- 1959年（昭和34年）4月1日：民衆駅として鉄筋コンクリート2階建ての駅舎完成[5]。
- 1970年（昭和45年）4月1日：旅行センター開業[8][9]。
- 1986年（昭和61年）11月1日：高架化工事に伴い貨物の取り扱いを廃止[2]、岐阜貨物ターミナル駅へ移管[10]。
- 1987年（昭和62年）
  - 3月19日：高架化工事の起工式を開催[10]。
  - 4月1日：国鉄分割民営化により、JR東海の駅になる[5]。
  - 11月27日：高山本線を仮線に切り替え[10]。
- 1988年（昭和63年）9月25日：東海道本線の上り線を仮線に切り替え[10]。
- 1989年（平成元年）2月26日：東海道本線の下り線を仮線に切り替え[10]。
- 1992年（平成4年）11月29日：東海道本線の下り線と高山本線の一部が高架化[10][11]。
- 1996年（平成8年）2月26日：東海道本線の上り線・高山本線が全面高架化[10][12]。
- 1997年（平成9年）3月2日：高架駅が完成[13]。自動改札機の使用を開始[14]。商業施設「アスティ岐阜」がオープン[14]。
- 1998年（平成10年）10月：旧北口駅舎の解体工事開始。
- 1999年（平成11年）10月18日：南口駅前広場が完成[15]。
- 2004年（平成16年）7月：旧南口駅舎の解体工事が終了。これにより高架化事業が全て完了する。
- 2006年（平成18年）11月25日：ICカード「TOICA」の利用が可能となる。
- 2007年（平成19年）
  - 2月5日：北口側1階の窓にステンドグラスを設置。
  - 3月29日：北口バスターミナルが完成[16]。
- 2008年（平成20年）10月1日：駅前広場内歩行者用デッキが完成、全面供用開始[17]。
- 2011年（平成23年）4月1日：プラットホームにある全ての売店が閉店。
- 2016年（平成28年）3月26日：ダイヤ改正に伴い、特急「しなの」の乗り入れが廃止される。
- 2023年（令和3年）10月23日：改札内エレベーター全面供用開始[注釈 2][18]。

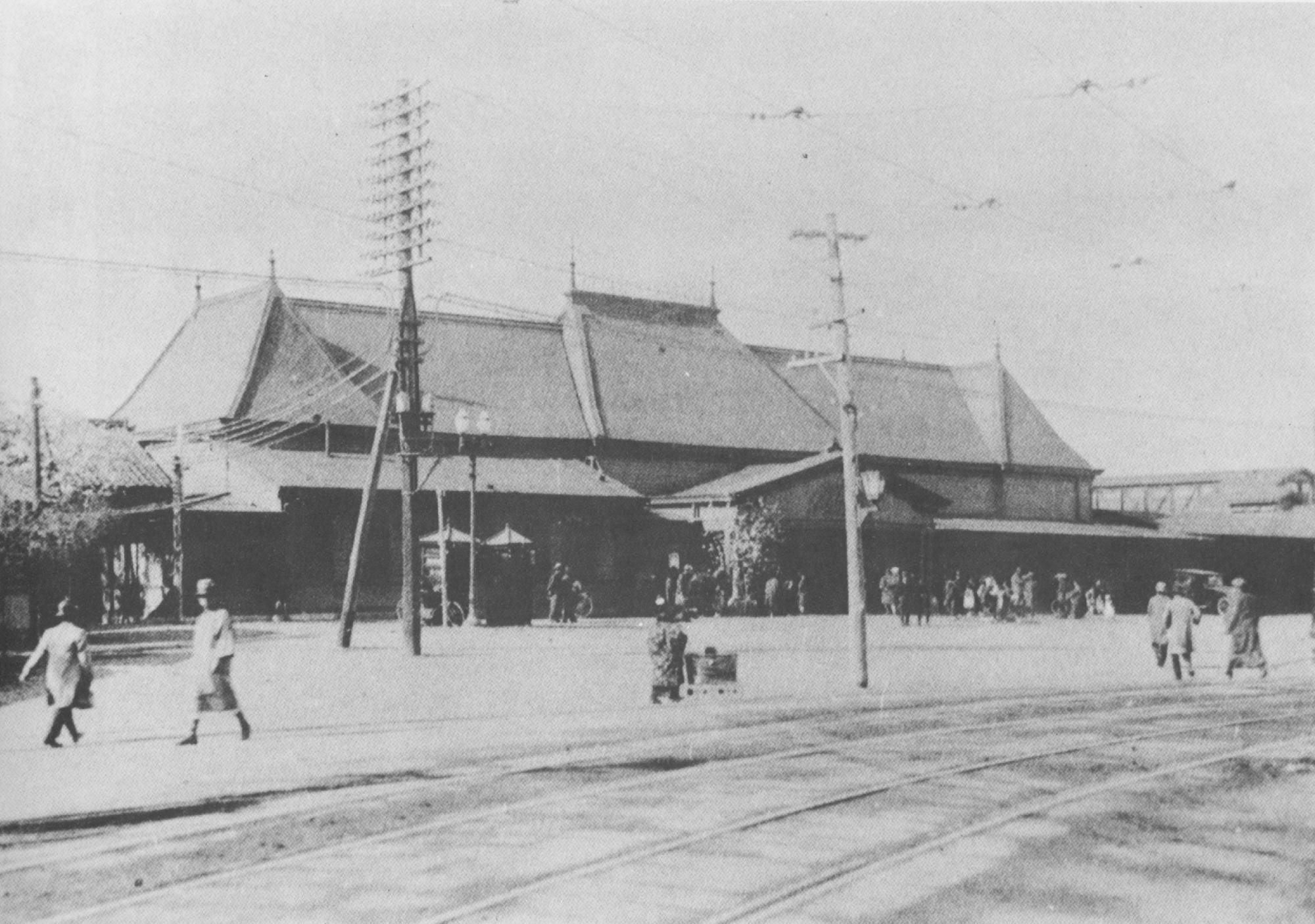
1919年頃の駅
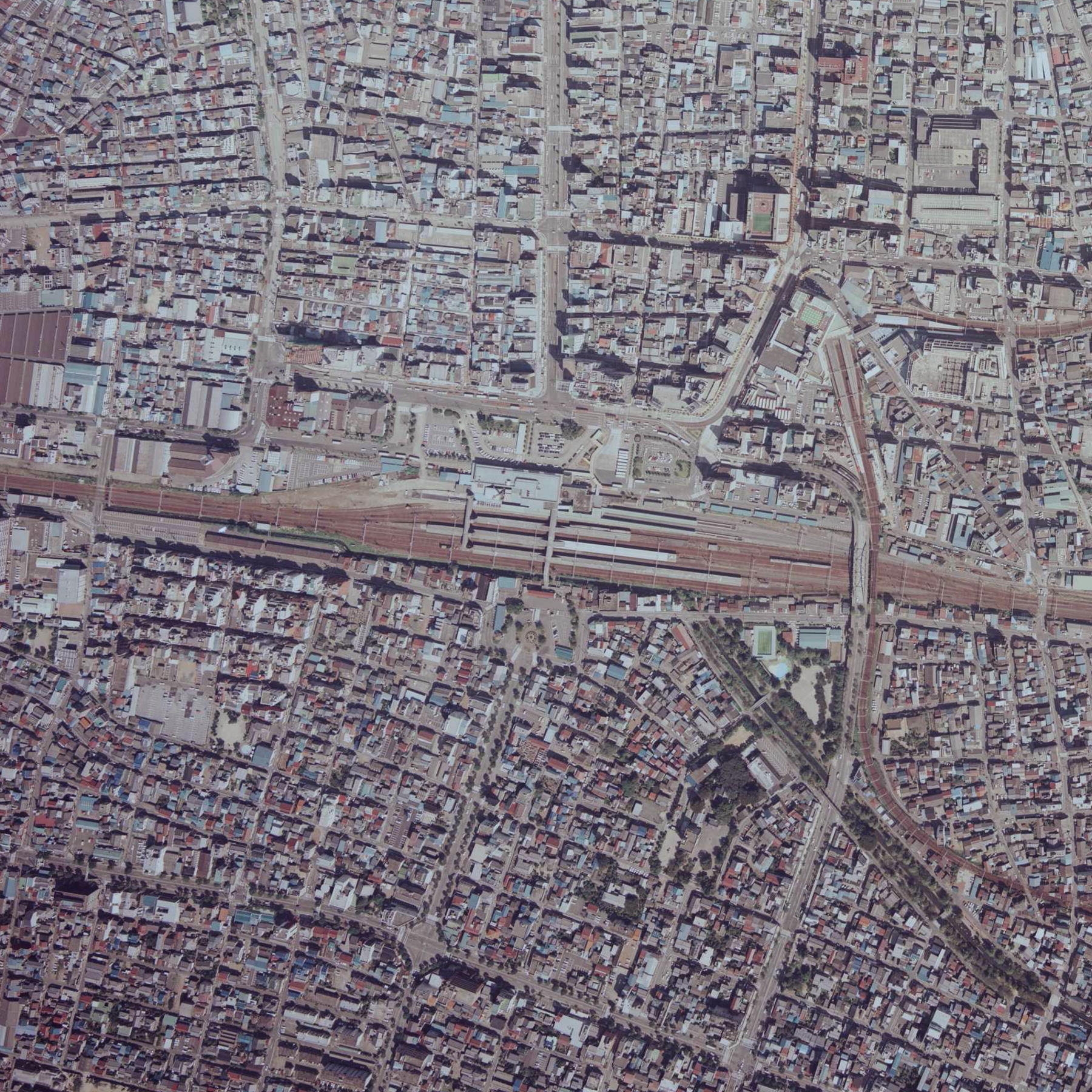
駅周辺の空中写真（1987年9月）
国土交通省 国土地理院 地図・空中写真閲覧サービスの空中写真を基に作成
駅周辺の線路変遷

## 駅構造
島式ホーム3面6線を有する高架駅。駅舎外壁には透明の板が張られている。「杜の中の駅」をコンセプトに設計され、構内の照明や天井は岐阜和傘をモチーフとしてデザインされている。駅舎全体は1・6番線が東海道本線の本線、2・5番線が東海道本線の副本線、3番線が高山本線の副本線、4番線が高山本線の本線である。ホームの高さは高山本線の3・4番線はデッキのステップが低い気動車を運用することから920mm、そのほかは東海道本線の1・2・5・6番線が1100mmである。
構内の大垣駅寄りには、折り返し用の留置線が設けられている。1999年12月のダイヤ改正で日中の対名古屋方面の普通列車が大垣駅始発・終着から当駅始発・終着となったが、留置線の長さが短いことや配線構造などの関係ですべての折り返し列車を引き上げることが困難となった。このため、4・5番線での直接折り返しが多くなった。その結果、快速系統の列車と普通列車の同一ホームでの乗り換えが不可能になっているケースも多い。
1992年に東海道本線下り線が高架化され、高架ホームのうち4 - 6番線の使用を開始したが、地上ホームの4番線は上り線高架化まで継続使用されることになり、暫定的に10番線と改称された。この間高山本線は高架ホーム・地上ホームのどちらにも入線可能な構造になっていたが、高架ホームの使用は東海道本線下り線と直通する特急・急行列車に限られた。
高架化で名鉄名古屋本線のガードを越えるため3階建て高架に匹敵する位置に駅が造られている。1978年（昭和53年）の岐阜県都市計画審議会では「国鉄3階・名鉄現線2階」案が答申されていたが、名古屋鉄道側は高架事業に参入せず、旧国鉄側との事業化に向けた都市計画及び工事締結を行い答申案の計画のまま現在の高架化となった。
駅長・駅員配置駅（直営駅）である。管理駅として、東海道本線の西岐阜駅・穂積駅および高山本線の長森駅 - 鵜沼駅間の各駅を管理している。高架下の駅舎内部にはJR全線きっぷうりばや自動改札機・自動券売機などが置かれている。改札口は2か所ある。JR東海のTOICAおよび相互利用可能な各ICカードが利用可能となっている。東側コンコースの北口は長良口（ながらぐち）、南口は加納口（かのうぐち）と呼ばれている。
駅構内には岐阜市の施設の岐阜市ステーションプラザがある。高架下にはレストランや岐阜の特産品を扱う施設である「アクティブG」、商業施設である「アスティ岐阜」、岐阜市立図書館分館や運動施設などを含んだ生涯学習拠点「ハートフルスクエアーG」がある。

### のりば
| 番線 | 路線       | 方向 | 行先         | 備考                                                  |
| ---- | ---------- | ---- | ------------ | ----------------------------------------------------- |
| 1・2 | 東海道本線 | 上り | 名古屋方面   | 特急「しらさぎ」は1番線 一部列車は3・4・5番線から発車 |
| 3・4 | 高山本線   | -    | 美濃太田方面 | 特急「ひだ」は4番線                                   |
| 5・6 | 東海道本線 | 下り | 大垣方面     | 一部列車は4番線から発車                               |

（出典：JR東海:駅構内図）
- 名古屋方面と高山本線を行き来する「ひだ」は方向転換をする。
- 大阪発の特急「ひだ」25号は3番線に到着し乗客降車後に、一旦大垣方の留置線に入った後、4番線で名古屋発の「ひだ」5号と連結する。
- 大阪行きの特急「ひだ」36号と名古屋行きの特急「ひだ」16号の解放は4番線で行う。これ以外の名古屋行きの「ひだ」は2番線から発車となる。
- 前述のように、当駅のホームで折り返す東海道本線上り列車は5番線（一部は4番線）から発車する。
- 高山本線の列車との接続時分の都合上、3番線に入る東海道本線上り列車、4番線に入る東海道本線上り・下り列車も一部存在する。
- 高山本線の列車は特急「ひだ」はすべて4番線、普通列車は一部を除きすべて3番線から発車する。

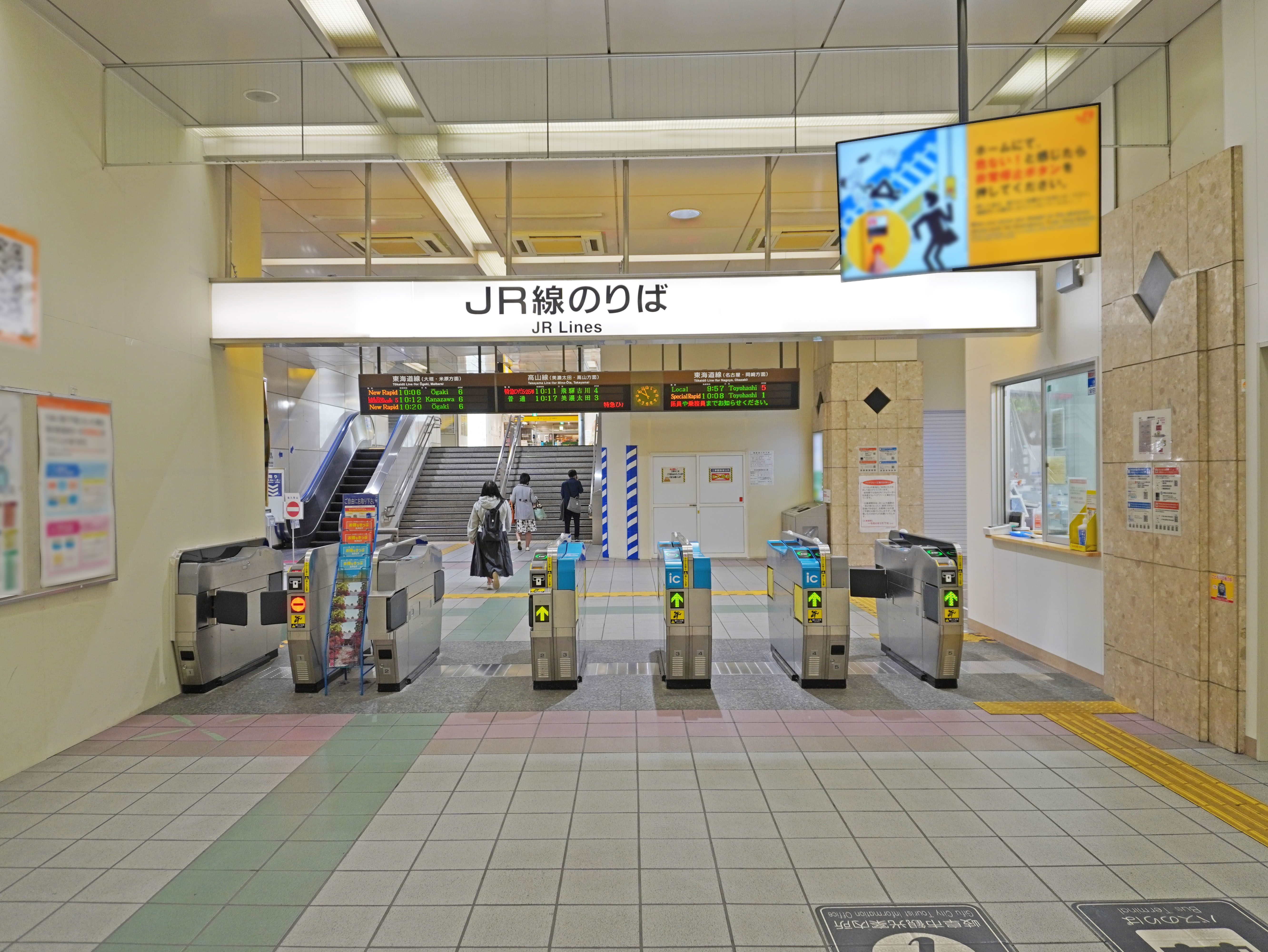
中央改札口（2022年11月）
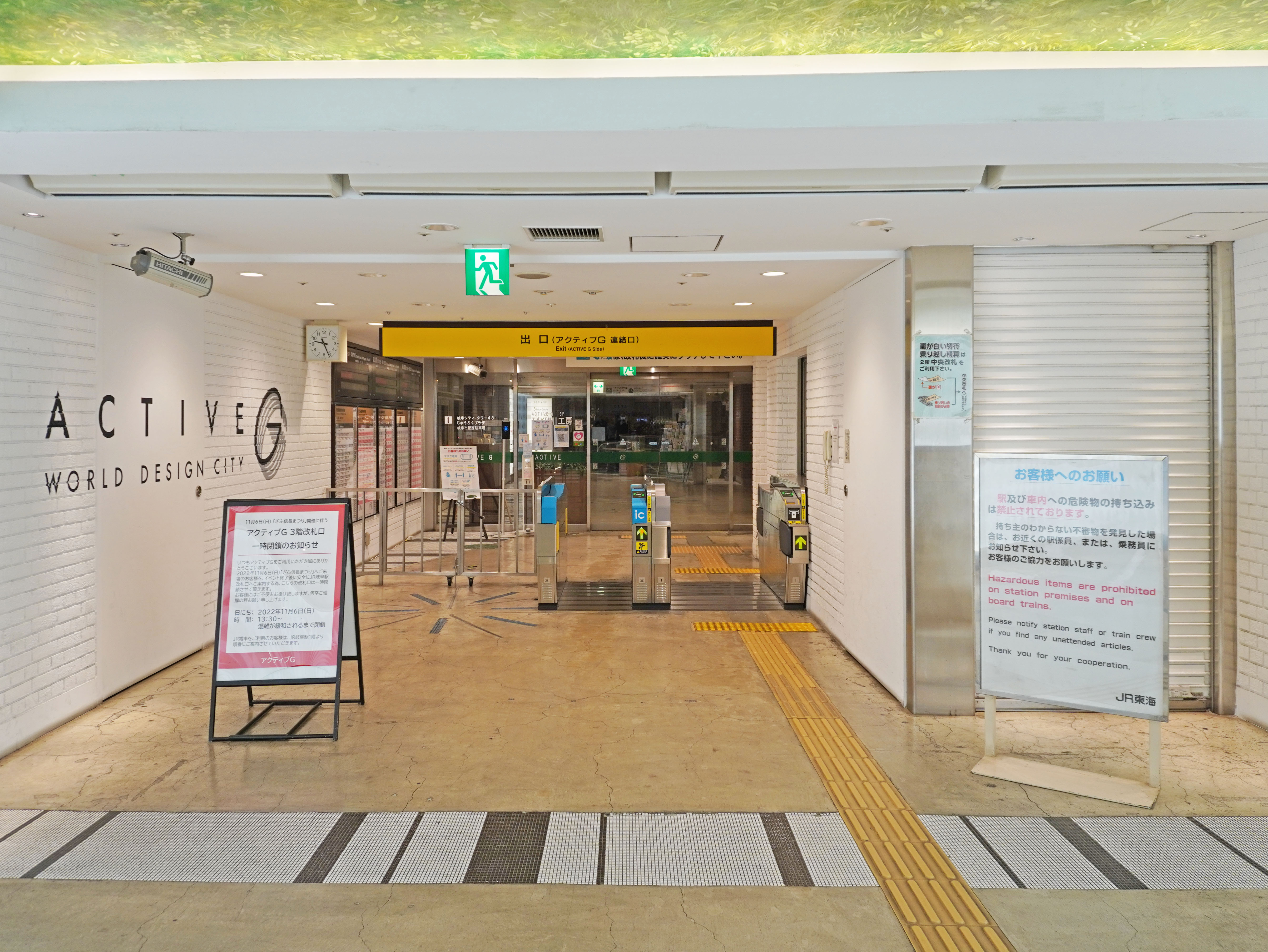
3階改札口（2022年11月）
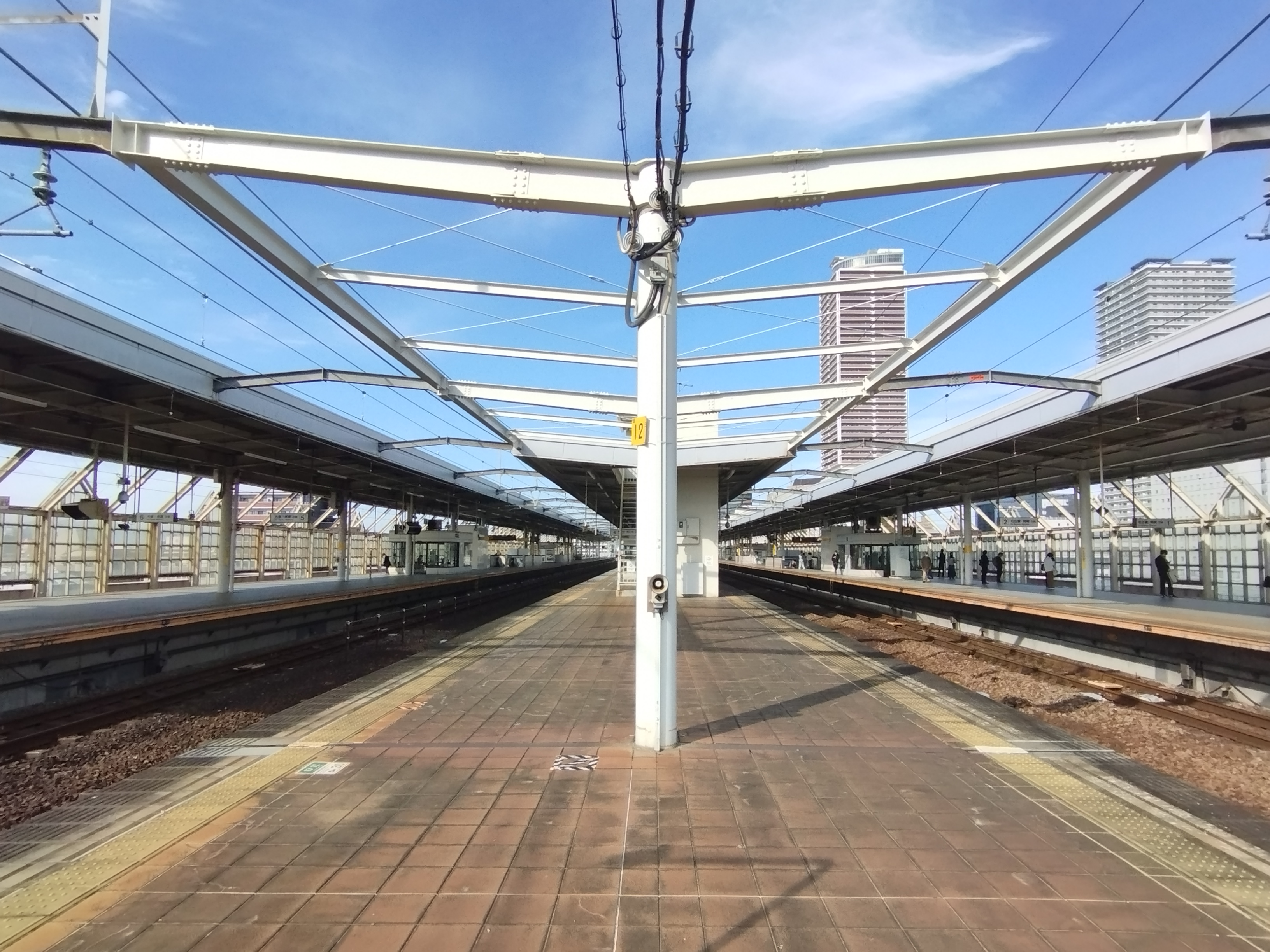
ホーム（2023年10月）

### 配線図
| | ↑ 名古屋方面                     |            |
| ← 富山方面                                                                                              | 東海旅客鉄道 岐阜駅 構内配線略図 | → 大阪方面 |
| 凡例 出典:、 画像左側、名古屋・富山方で名鉄名古屋本線がアンダークロスしているが、本図では省略している。 |                                  |            |

## 駅弁
2023年ごろまでは、主な駅弁として下記のものが販売されていた。改札外のベルマートでは名古屋駅の駅弁業者・松浦商店の駅弁取り扱いがある。
- 松浦の味噌ヒレカツ重
- コーチンわっぱめし
- 復刻弁当

## 利用状況
『岐阜県統計書』『岐阜市統計書』各号によると、年間乗車人員、一日平均乗車人員の推移は以下の通りである。国鉄分割民営化後は名鉄岐阜駅より利用者が多くなっている。岐阜県の鉄道駅では最も利用者数が多い。2023年度の1日平均乗降人員は56,753人。
| 年                 | 年間乗車人員 | 年間乗車人員 | 一日平均 乗車人員 | 備考   |
| 年                 | 総数         | 内定期       | 一日平均 乗車人員 | 備考   |
| ------------------ | ------------ | ------------ | ----------------- | ------ |
| 1955（昭和30）年度 | 4397083      |              |                   | [ 27 ] |
| 1956（昭和31）年度 | 4728551      |              |                   | [ 28 ] |
| 1957（昭和32）年度 | 4779961      |              |                   | [ 29 ] |
| 1958（昭和33）年度 | 5053201      |              |                   | [ 30 ] |
| 1959（昭和34）年度 | 5497540      |              |                   | [ 31 ] |
| 1960（昭和35）年度 | 5881518      |              |                   | [ 32 ] |
| 1961（昭和36）年度 | 5908273      |              |                   | [ 33 ] |
| 1962（昭和37）年度 | 6163772      |              |                   | [ 34 ] |
| 1963（昭和38）年度 | 6803894      |              |                   | [ 35 ] |
| 1964（昭和39）年度 | 7103289      |              |                   | [ 36 ] |
| 1965（昭和40）年度 | 6924844      |              |                   | [ 37 ] |
| 1966（昭和41）年度 | 6801527      |              |                   | [ 38 ] |
| 1967（昭和42）年度 | 7089944      |              |                   | [ 39 ] |
| 1968（昭和43）年度 | 6742008      |              |                   | [ 40 ] |
| 1969（昭和44）年度 | 6348127      |              |                   | [ 41 ] |
| 1970（昭和45）年度 | 6379000      |              |                   | [ 42 ] |
| 1971（昭和46）年度 | 6446000      |              |                   | [ 43 ] |
| 1972（昭和47）年度 |              |              |                   |        |
| 1973（昭和48）年度 | 6375672      | 3804685      | 17468             | [ 44 ] |
| 1974（昭和49）年度 | 6787782      | 3917042      | 18597             | [ 44 ] |
| 1975（昭和50）年度 | 6459538      | 3792965      | 17697             | [ 44 ] |
| 1976（昭和51）年度 | 6748434      | 3989069      | 18489             | [ 44 ] |
| 1977（昭和52）年度 | 6410856      | 3905446      | 17563             | [ 44 ] |
| 1978（昭和53）年度 | 6117912      | 3662868      | 16761             | [ 45 ] |
| 1979（昭和54）年度 | 5931970      | 3533817      | 16208             | [ 45 ] |
| 1980（昭和55）年度 | 5717420      | 3388430      | 15664             | [ 45 ] |
| 1981（昭和56）年度 | 5437084      | 3202629      | 14896             | [ 45 ] |
| 1982（昭和57）年度 | 5698015      | 3367332      | 15611             | [ 46 ] |
| 1983（昭和58）年度 | 5745671      | 3214352      | 15698             | [ 46 ] |
| 1984（昭和59）年度 | 5765256      | 3197870      | 15795             | [ 46 ] |
| 1985（昭和60）年度 | 6177329      | 3404597      | 16924             | [ 46 ] |
| 1986（昭和61）年度 | 6232156      | 3495910      | 17074             | [ 47 ] |
| 1987（昭和62）年度 | 6281114      | 3572964      | 17162             | [ 47 ] |
| 1988（昭和63）年度 | 6738492      | 3769304      | 18462             | [ 47 ] |
| 1989（平成元）年度 | 7363094      | 4116387      | 20173             | [ 47 ] |
| 1990（平成02）年度 | 8363471      | 4707736      | 22914             | [ 47 ] |
| 1991（平成03）年度 | 9266569      | 5441337      | 25319             | [ 48 ] |
| 1992（平成04）年度 | 9726320      | 5776762      | 26647             | [ 48 ] |
| 1993（平成05）年度 | 9885181      | 5925176      | 27083             | [ 48 ] |
| 1994（平成06）年度 | 9774287      | 5903532      | 26779             | [ 48 ] |
| 1995（平成07）年度 | 10004574     | 5941336      | 27335             | [ 49 ] |
| 1996（平成08）年度 | 10249012     | 6065908      | 28079             | [ 49 ] |
| 1997（平成09）年度 | 10228630     | 5970472      | 28024             | [ 49 ] |
| 1998（平成10）年度 | 10123944     | 5889818      | 27737             | [ 49 ] |
| 1999（平成11）年度 | 10050112     | 5829299      | 27459             | [ 49 ] |
| 2000（平成12）年度 | 10154963     | 5852663      | 27822             | [ 50 ] |
| 2001（平成13）年度 | 10065484     | 5869565      | 27577             | [ 51 ] |
| 2002（平成14）年度 | 10079872     | 5898282      | 27616             | [ 51 ] |
| 2003（平成15）年度 | 10199429     | 5982630      | 27867             | [ 51 ] |
| 2004（平成16）年度 | 10080074     | 5962335      | 27617             | [ 51 ] |
| 2005（平成17）年度 | 10396094     | 6110383      | 28482             | [ 51 ] |
| 2006（平成18）年度 | 10467692     | 6233329      | 28679             | [ 52 ] |
| 2007（平成19）年度 | 10748951     | 6309140      | 29369             | [ 52 ] |
| 2008（平成20）年度 | 10821924     | 6390796      | 29649             | [ 52 ] |
| 2009（平成21）年度 | 10760175     | 6438807      | 29480             | [ 52 ] |
| 2010（平成22）年度 | 10986971     | 6549713      | 30101             | [ 52 ] |
| 2011（平成23）年度 | 11101920     | 6585106      | 30333             | [ 53 ] |
| 2012（平成24）年度 | 11262358     | 6613718      | 30856             | [ 53 ] |
| 2013（平成25）年度 | 11511794     | 6768542      | 31539             | [ 53 ] |
| 2014（平成26）年度 | 11378764     | 6675515      | 31175             | [ 53 ] |
| 2015（平成27）年度 | 11585953     | 6728757      | 31656             | [ 53 ] |
| 2016（平成28）年度 | 11631746     | 6750611      | 31868             | [ 54 ] |
| 2017（平成29）年度 | 11671937     | 6711268      | 31978             | [ 54 ] |
| 2018（平成30）年度 | 11768909     | 6721815      | 32244             | [ 54 ] |
| 2019（令和元）年度 | 11756476     | 6842788      | 32122             | [ 54 ] |
| 2020（令和02）年度 | 8202303      | 5739669      | 22472             | [ 55 ] |
| 2021（令和03）年度 | 8894391      | 5926869      | 24368             | [ 55 ] |
| 2022（令和04）年度 | 9931265      | 6059553      | 27209             | [ 55 ] |
| 2023（令和05）年度 | 10385733     | 6265964      | 28454             | [ 55 ] |

斜体の値は千人単位（千人未満四捨五入）

## 駅周辺

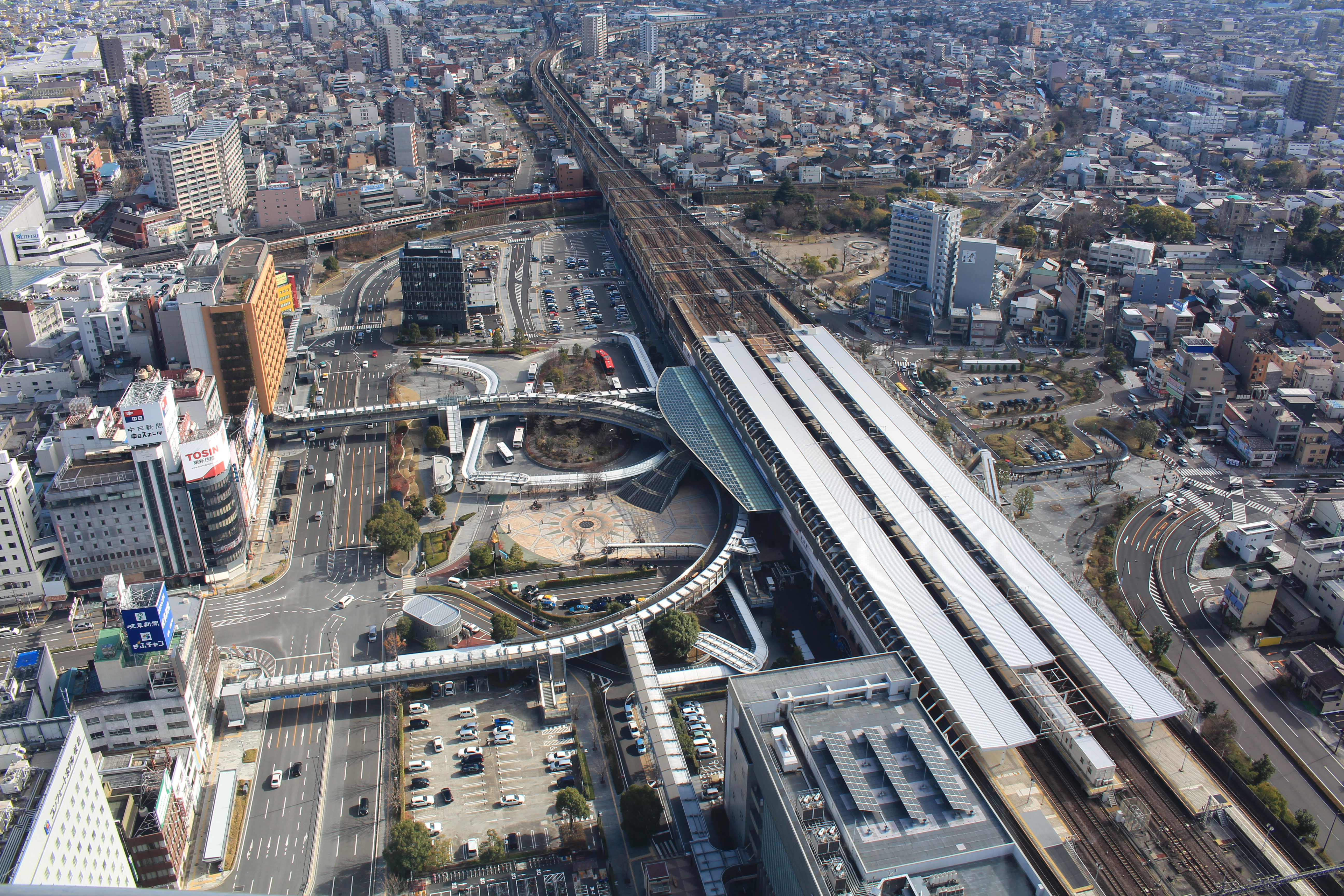
駅周辺。左が北口、右が南口

当駅の北東約300mには名古屋鉄道（名鉄）の名鉄岐阜駅があり徒歩で乗り換えが可能になっている。またかつては、駅前に名鉄岐阜市内線の岐阜駅前駅があったが、2003年12月1日に休止、2005年4月1日に廃止されている。
高架化により現駅舎の北側にあった旧駅舎が取り壊されたことや、周辺ビルの老朽化が著しいことから、「岐阜駅北口駅前広場整備計画」に基づいて、北口では大規模な駅前再開発が行われている。また、岐阜駅北約21ha及び柳ヶ瀬通周辺約9haの地域は、「都市再生緊急整備地域」に指定され現在再開発が進んでいる。
名鉄岐阜駅、岐阜バスターミナルは北口前の交差点（神田町10交差点）を挟んだ向かい側にあり、改札口のある2階部分からペデストリアンデッキで接続されている。
駅南側は高架化に伴って、マンションの建設や道路の拡張、付近公園の整備などが行われた。
高架下
- アスティ岐阜、Active G
- ハートフルスクエアーG

北口
- 駅前広場
バスターミナル、タクシー、一般車の乗降場のほかイベント用の信長ゆめ広場（「黄金の織田信長公像」がある[注釈 4]）やスクエア43がある。2019年には市内を走っていた路面電車の車両（名鉄モ510形電車）が移設された[58]。
- 岐阜シティ・タワー43[19]
  - 岐阜放送（ぎふチャン）本社 - 4階
- 岐阜スカイウイング37[19]
- 岐阜イーストライジング24
- 大岐阜ビル
- ホテルイルクレド岐阜
- 名鉄岐阜駅・岐阜バスターミナル
- 国道157号（長良橋通り・加納中通り）
- 岐阜県道54号岐阜停車場線（岐阜駅北交差点より北は金華橋通り）
- 忠節橋通り
- 朝日大学病院
- オーキッドパーク
- 繊維問屋街
- 十六銀行本店
- イクト（新岐阜百貨店跡地に建設）
- 岐阜市文化産業交流センター「じゅうろくプラザ」（ぱ・る・るプラザ岐阜跡地）
- コンフォートホテル岐阜
- 岐阜市文化センター
- 金公園
- 金神社
- FMわっち
- 天然温泉金華の湯ドーミーイン岐阜駅前
- 大同生命広瀬ビル
- 大樹生命岐阜駅前ビル
- ホテルリソル岐阜
- ニュー岐阜ホテルプラザ
- ダイワロイネットホテル岐阜
- 岐阜中央郵便局
- ホテルリブマックス岐阜駅前
- ABホテル岐阜

南口
- 岐阜県道187号岐阜停車場城南線
- 岐阜南税務署
- 金津園[注釈 5]
- 中山道加納宿
- 清水緑地
- 加納天満宮

## バス路線
バス乗り場は北口の駅前広場内のバスターミナルと道路を挟んだ向かい側にある「岐阜バスターミナル」の大きく分けて2地区ある。後者は当駅とは別の名鉄岐阜駅に付帯する施設であるが、ペデストリアンデッキで接続している。
市内・近郊方面の一般路線バスと高山方面の高速バスは岐阜乗合自動車（岐阜バス）が運行。
| 場所                                 | 停留所名                       | 乗降場 | 備考                                                 |
| ------------------------------------ | ------------------------------ | ------ | ---------------------------------------------------- |
| 北口広場内（JR岐阜駅バスターミナル） | JR岐阜／岐阜駅                 | 1 - 15 | 市内・近郊方面、JR夜行高速バス（京都 大阪 東京方面） |
| 北口広場北隣（岐阜バスターミナル）   | 名鉄岐阜（岐阜バスターミナル） | A - E  | 高速バス高山 東京（新宿）方面、一部の市内・近郊方面  |
| 北口先（名鉄岐阜駅中央口前の道路上） | 名鉄岐阜（神田町通り）         | 1 - 6  | 市内・近郊方面                                       |

- JR岐阜、名鉄岐阜の各停留所の乗降場番号は別のものである。
- 市内・近郊方面の一般路線バスはJR岐阜、名鉄岐阜の両方に停車する系統が多い。

## 選択乗車の特例
東海道本線のうち、当駅を含む名古屋駅 - 米原駅間は東海道新幹線と別線区間となっており、この区間の選択乗車において当駅は東海道新幹線の岐阜羽島駅と対応している。したがって、名古屋以東または米原以西発着の普通乗車券・普通回数乗車券であれば、岐阜羽島駅発着のものであっても当駅を利用でき、逆に当駅発着のものであっても岐阜羽島駅を利用できる。ただし、区間の片端が岐阜駅または岐阜羽島駅、もう片端が名古屋駅・尾頭橋駅・金山駅のいずれか、という乗車券については適用されない。なお岐阜駅と名古屋駅・尾頭橋駅・金山駅のいずれかの駅間には特定区間運賃が設定されているが、岐阜羽島駅発着には設定されておらず運賃が異なる。

## 隣の駅
東海旅客鉄道（JR東海）
 東海道本線
- 特急「ひだ」「しらさぎ」停車駅、「ホームライナー大垣」停車駅

■特別快速・■新快速・■快速・■区間快速（以上は当駅から西岐阜寄りの各駅に停車）
尾張一宮駅 (CA72) - 岐阜駅 (CA74) - 西岐阜駅 (CA75)
■普通
木曽川駅 (CA73) - 岐阜駅 (CA74) - 西岐阜駅 (CA75)
 高山本線
- 特急「ひだ」停車駅

■普通
岐阜駅 (CG00) - 長森駅 (CG01)